# Cochliopina compacta
Cochliopina compacta é uma espécie de gastrópode da família Hydrobiidae.
É endémica do México.